# Osaka Aquarium Kaiyukan

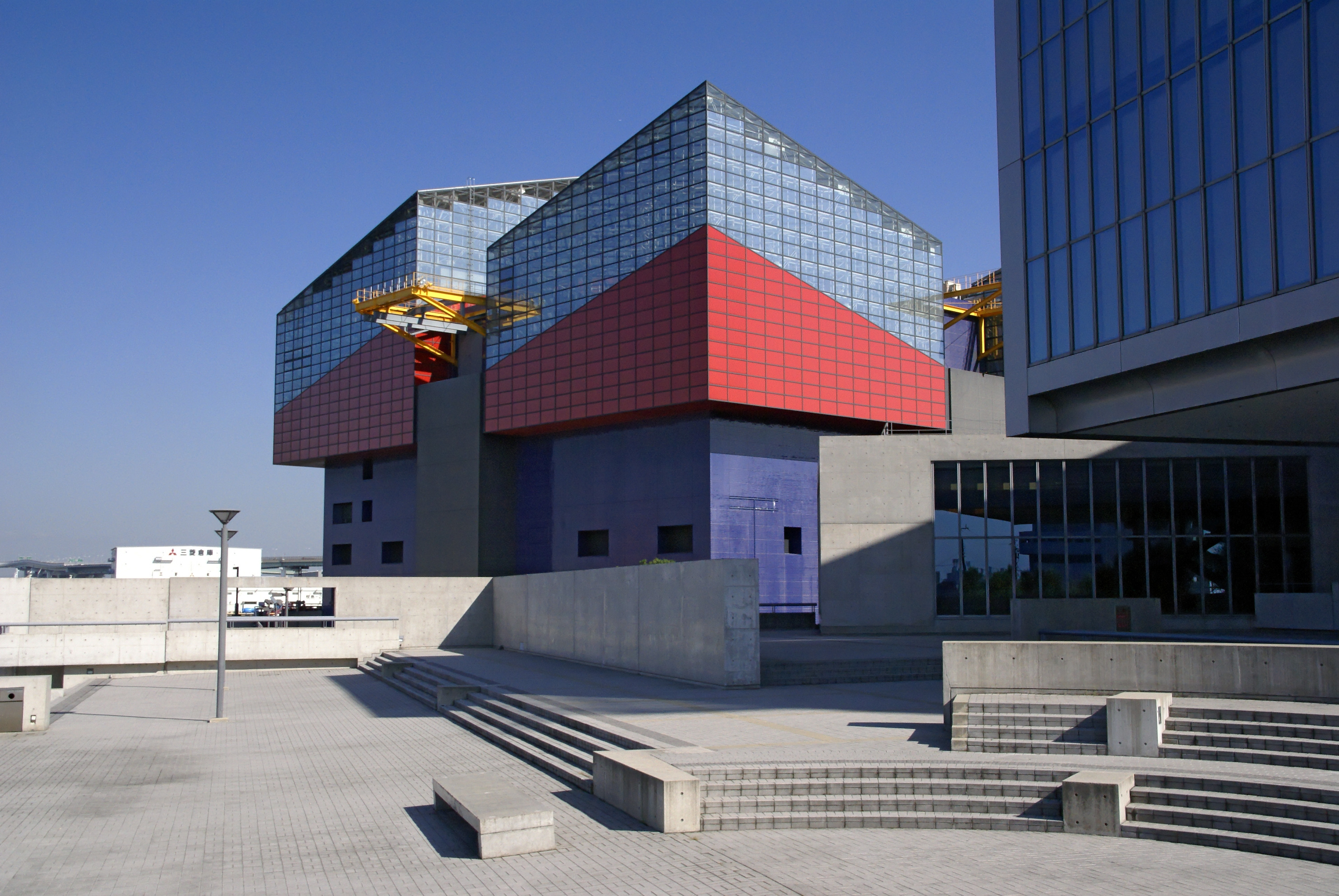
Osaka Aquarium Kaiyukan

Het Osaka Aquarium Kaiyukan (海遊館, Kaiyūkan) is een groot openbaar aquarium in Osaka, Japan. Eigenlijk is dit niet één aquarium maar een reeks aquaria die rondom één enorme watertank is opgebouwd. Publiekstrekker in deze tank is de circa 4,5 meter lange walvishaai. Er zijn nog 2 andere aquaria die in staat zijn walvishaaien te houden en in leven te houden, waaronder het Okinawa Churaumi Aquarium (ook in Japan). Laatst genoemde heeft er drie in bezit van ongeveer 10 meter lengte.

## Thema
Het thema van dit aquarium is 'Ring of Fire - Ring of Life'. Op de randen van de Pacifische Plaat, een aardschol die vrijwel even groot is als de hele Stille Oceaan, bevinden zich allerlei vulkanen. Sommige bovengronds, maar vele ook onder zee. Al deze vulkanen samen vormen als het ware een Ring van Vuur rondom deze oceaan; de Pacific Ring of Fire genoemd.
Omdat de Stille Oceaan zo groot is, zijn er ook veel verschillende biotopen. 
Het Kaiyukan Aquarium poogt van al deze biotopen een fractie te laten zien.

## Opbouw
Het Kaiyukan Aquarium is opgebouwd rond een kruisvormige tank van 9 meter hoog en met ongeveer 5,4 miljoen liter water erin. Na binnenkomst wordt de bezoeker eerst door een onderwatertunnel en een aantal andere kleinere aquaria geleid, waarna de roltrap of de lift de bezoeker naar het hoogste niveau brengt. 
Vandaar begint een wandeling over een hellingbaan rond het centrale aquarium naar beneden. Aan de linkerkant bevindt zich steeds een van de biotopen rondom de Stille Oceaan.

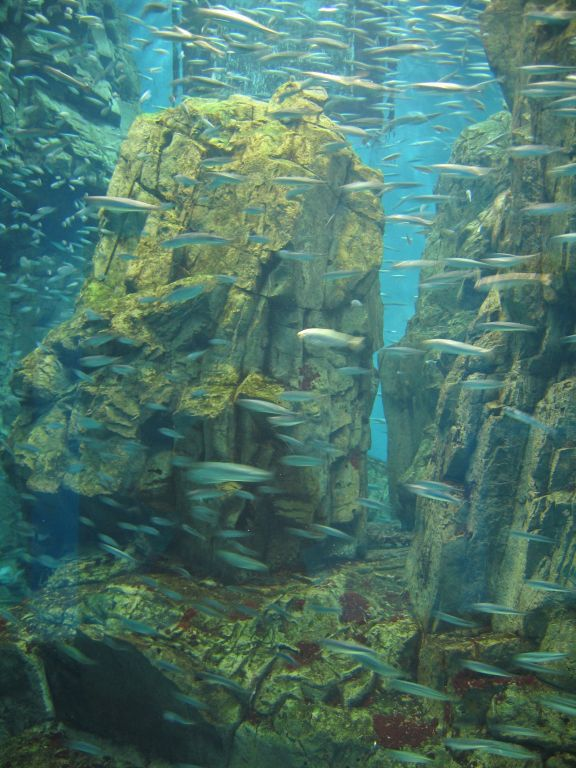
sardines
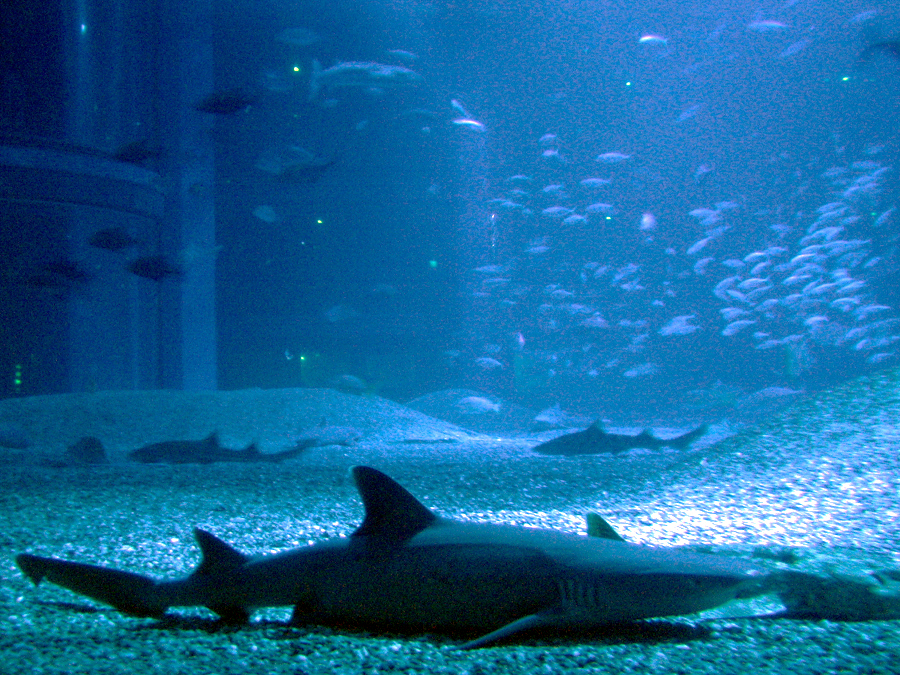
Haaien in de hoofdtank van Kaiyukan
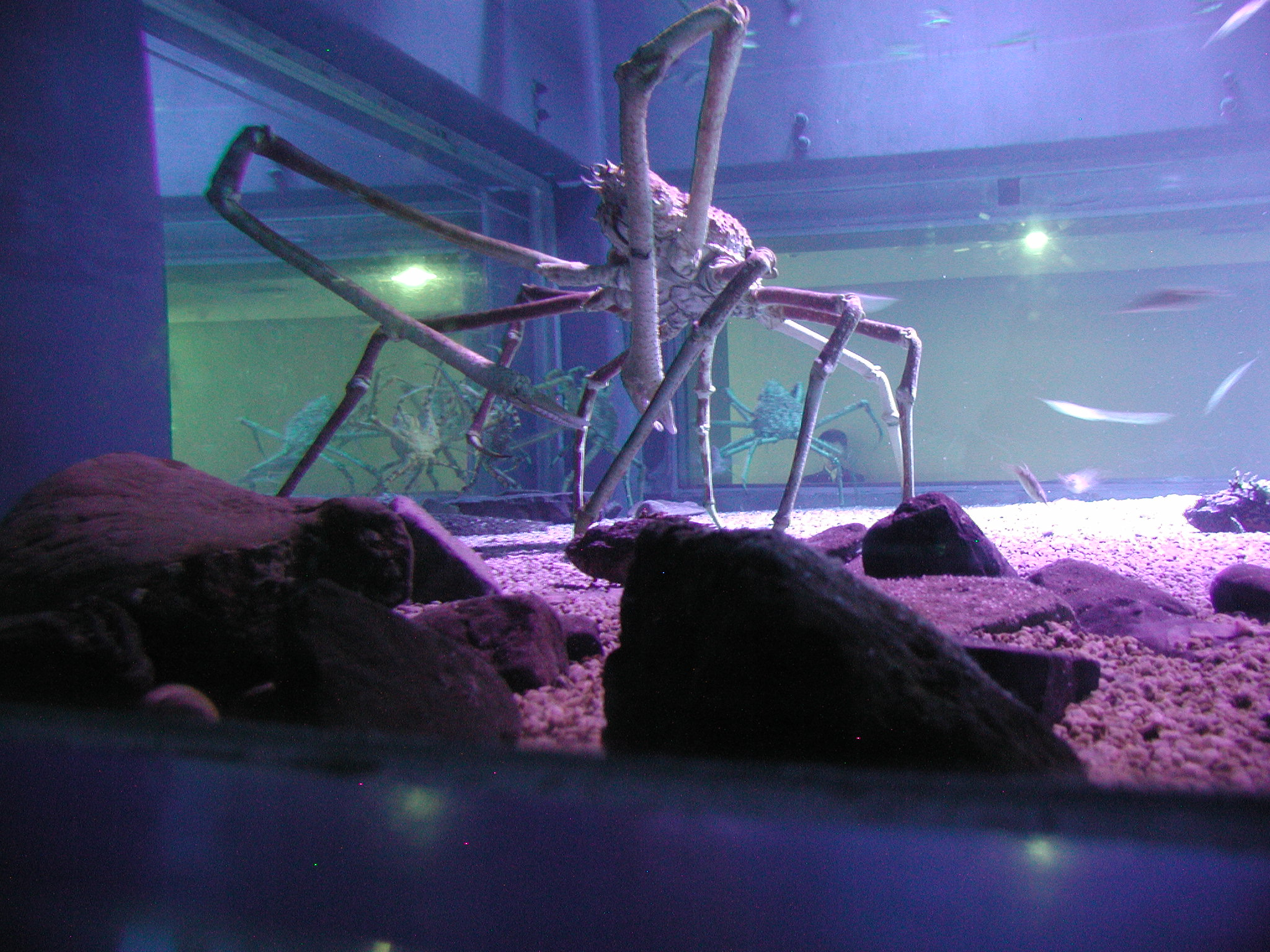
Japanse reuzenkrab
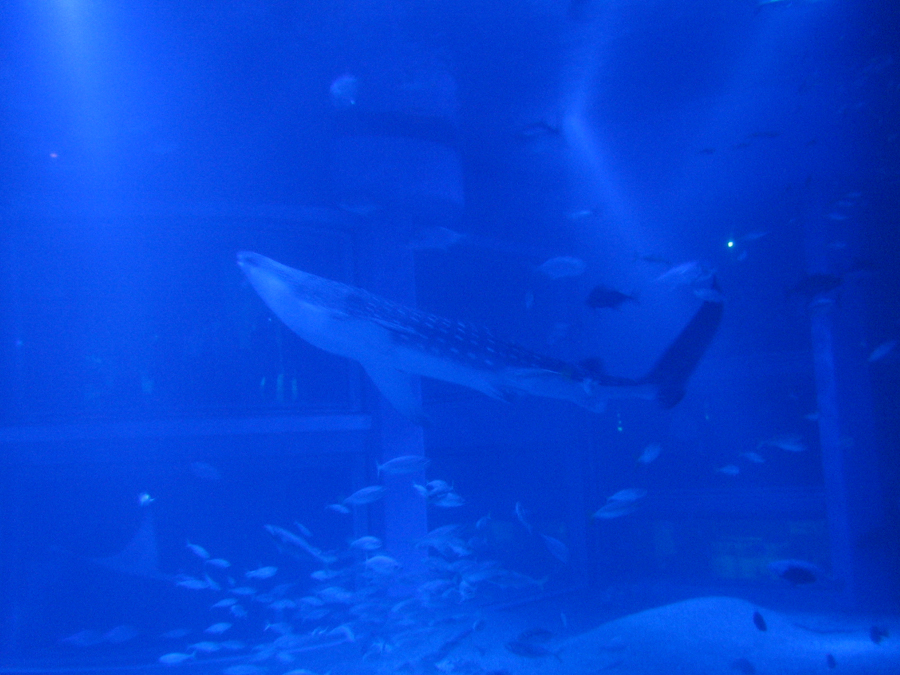
Het pronkstuk van Kaiyukan, de walvishaai
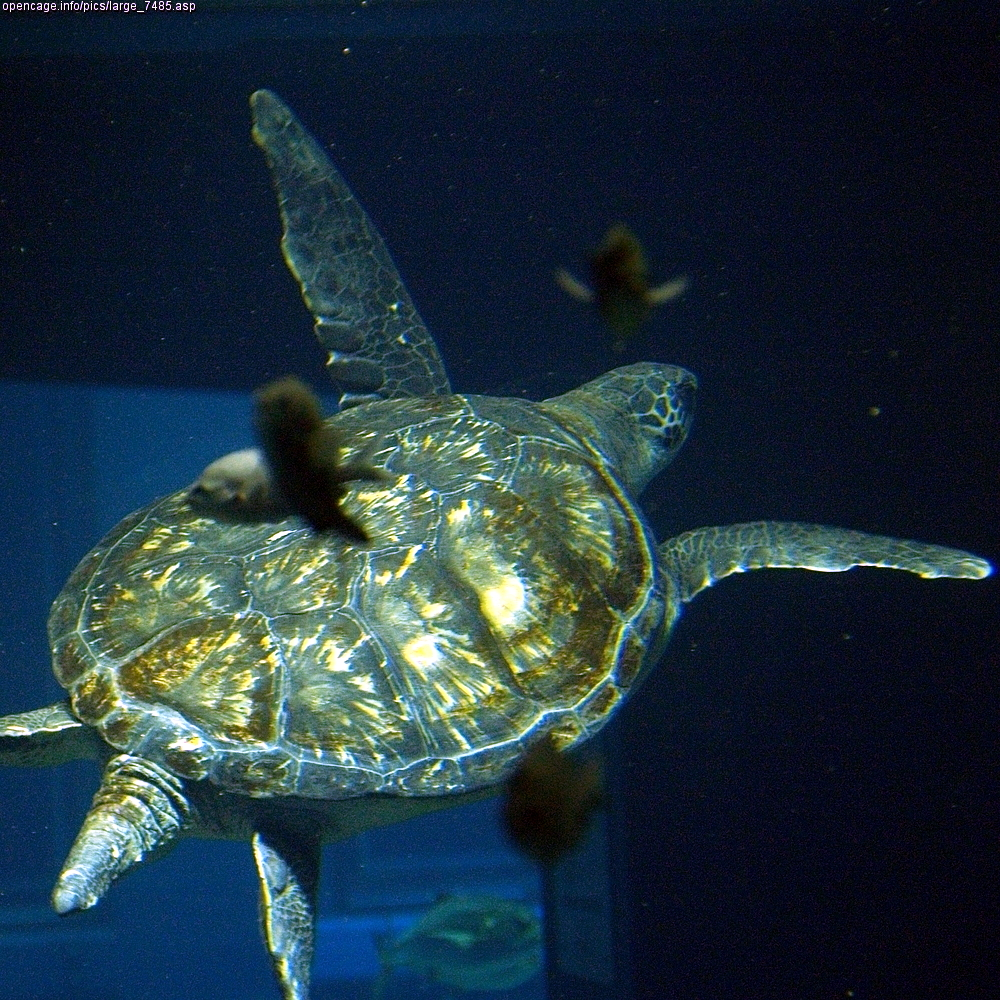
soepschildpad

Achtereenvolgens worden getoond:
- het Japanse Regenwoud met onder andere een Japanse Reuzensalamander
- de Aleoeten, met onder andere zeeotters
- Monterey Bay, met onder andere zeeleeuwen
- Golf van Panama
- Ecuadoraans Regenwoud, met onder andere arowana's
- Antarctica, met uiteraard diverse soorten pinguïns
- Tasmaanse Zee, met onder andere dolfijnen
- Het Groot Barrièrerif, met een groot imitatierif
- De Stille Oceaan, de grote tank met als publiekstrekker de walvishaai
- Seto Binnenzee
- Het kelpwoud
- De Chileense kust, met onder meer de sardien en Japanse ansjovis
- Straat Cook, met diverse soorten zeeschildpadden
- Diepten van Japan, met de Japanse reuzenkrab
- Aquaria met kwallen

Sommige aquaria zijn vrij klein, andere zoals die van Antarctica en het kelpwoud zijn meerdere verdiepingen diep.

## Bezoeken
Het Kaiyukan Aquarium is geopend vanaf 10.00 uur.
Het is goed te bereiken met de Chuo-metrolijn (Station Osakako) in Osaka.